# صحبت از شیطان
صحبت از شیطان (به انگلیسی: Speak of the Devil: The Canon of Anton LaVey) یک فیلم مستند دربارهٔ کلیسای شیطان و بنیان‌گذار آن، انتان لاوی است که در سال ۱۹۹۳ به‌دست نیک بوگاس ساخته شده و از طریق ویدئویی منتشر شد. این فیلم، شامل صحنه‌هایی از لاوی، از جمله، مصاحبه و اجرا، سفر به خانهٔ وی در سان فرانسیسکو معروف به خانه سیاه، اتاق موسیقی و نیز کتابخانه… است.